# Tecate (község)
Tecate község Mexikó Alsó-Kalifornia államának északi részén, az Amerikai Egyesült Államok határán. 2010-ben lakossága kb. 101 000 fő volt, ebből mintegy 65 000-en laktak a községközpontban, Tecatében, a többi 36 000 lakos a község területén található 444 kisebb településen élt.

## Fekvése
Tecate község Mexikó második legészakabbi községe (csak Mexicalinak vannak északabbi része), északon egy kb. 75 km-es nyílegyenes határvonal választja el az USA Kalifornia államától. Az átlagosnál nagyobb területű község nagyrészt sivatagos éghajlatú hegyekből áll, legalcsonyabb része az északkeleti csücskében húzódó sivatagos völgy. Fontosabb hegyei az 1500 méter fölé emelkedő Cerro la Plasta, a Cerro Teta de la India és a Cerro Pedregoso (mindhárom a község keleti felén). Területének csak igen kis részét, 3,5%-ot hasznosítanak növénytermesztésre és a legelők mérete is elhanyagolható. Főként a délkeleti, kicsit nedvesebb éghajlatú vidékeken erdőket is találhatunk (a teljes terület 16%-át fedik le), de Tecate legnagyobb részét, 73%-ot félsivatagi–mediterrán bozótos borítja. Állandó folyója nincs, időszakos vízfolyásai az Agua Grande, az Arroyo seco, a Cañada seca, az El Cuartel, a Las Calabazas, a Las Palmas, a San Pablo és a Tecate.

## Élővilág
A községben az örökzöld, száraz éghajlatot tűrő bokrok és lágyszárúak fordulnak elő legnagyobb számban, például a Quercus berberidifolia nevű, kis termetű tölgy, az Arctostaphylos nemzetség fajai és a Adenostoma sparsifolium, északkeleti vidékein pedig sivatagi növényvilág jellemző, melynek kiemelendő fajai a Fouquieria splendens, a choya nevű kaktusz, a Larrea tridentata, a palo fierro és a veszélyeztetett Tecate-ciprus (Cupressus forbesii).
Hüllői között különféle teknősöket, gyíkokat, csörgőkígyókat találhatunk, madarai közül jellemzők a fürjek, a csukár (betelepített), különböző galambok és baglyok, emlősei közül pedig megemlítendő a kaliforniai szamárnyúl, a nyugat-amerikai üreginyúl, a Douglas-mókus, a prérifarkas, a szürkeróka, a menyét, a Mephitis macroura nevű bűzösborz, a kanadai vadjuh, a hiúz és a puma.

## Népesség
A község lakóinak száma a közelmúltban igen gyorsan növekedett, és ha a tervezett Valle de las Palmas nagyváros építése a tervek szerint halad, a közeljövőben még gyorsabban fog növekedni (hacsak nem szervezik azt önálló községgé). A változásokat szemlélteti az alábbi táblázat:
| Év   | Lakosság |
| ---- | -------- |
| 1990 | 51 557   |
| 1995 | 62 629   |
| 2000 | 77 795   |
| 2005 | 91 034   |
| 2010 | 101 079  |

## Települései
A községben 2010-ben 445 lakott helyet tartottak nyilván, de nagy részük igen kicsi: 307 településen 10-nél is kevesebben éltek. A jelentősebb helységek:
| Település                           | Lakosság (2010) |
| ----------------------------------- | --------------- |
| Tecate (községközpont)              | 64 764          |
| Lomas de Santa Anita                | 6604            |
| Nueva Colonia Hindú                 | 4431            |
| Cereso del Hongo                    | 4278            |
| Luis Echeverría Álvarez (El Hongo)  | 2441            |
| Hacienda Tecate                     | 1871            |
| Valle de las Palmas                 | 1860            |
| La Rumorosa                         | 1836            |
| Maclovio Herrera (Colonia Aviación) | 1219            |
| Alfonso Garzón                      | 1188            |
| El Mirador                          | 1171            |
| Sierra Tecate                       | 585             |
| Mi Ranchito (Chula Vista)           | 494             |
| El Escorial                         | 470             |
| El Testerazo                        | 446             |
| Libertad                            | 357             |
| San José                            | 348             |
| Lomita del Cuchumá                  | 302             |